# 第一号球
第一号球（だいいちごうきゅう）は、大日本帝国陸軍の要請を受けた大日本帝国海軍が1870年代に試作した繋留ガス気球。明確な記録が残されている中では、初めて有人飛行に成功した日本製気球、日本製航空機、日本製軍用機となった。本項では、続いて試作された第二号球（だいにごうきゅう）についても併せて述べる。

## 概要
1877年（明治10年）、西南戦争における敵情偵察および西郷軍に包囲された熊本鎮台（熊本城）との連絡を目的として、陸軍は偵察用軽気球の投入を計画した。
当時、海軍では海軍兵学校機関科で馬場新八小機関士が1876年（明治9年）4月までに模型繋留気球の製作と昇騰試験に成功しており、陸軍における気球製作に関する知見の乏しさを鑑みた陸軍省は、1877年4月に海軍省に対して軽気球の製造を依頼。依頼を受諾した海軍省は兵学校に対して軽気球製造を命じた。
製作においては麻生武平大機関士が主任となり、馬場小機関士と村垣正通小機関士、助手として機関科の生徒4名が参加した。作業は4月半ばより、直径6尺（1.52 m）、実物の1/150スケールの模型気球2個の製作から始められ、気嚢に充填する石炭ガスの空気との比重などを確認した後に、5月初頭より実物の製作に着手した。
第一号球の実物は、溶解ゴムが塗布された奉書紬製の球形の気嚢と、それに吊り下げられる1人乗りの吊籠および繋留索となる麻縄から構成されるものだった。これは5月14日に完成し、5月21日には内閣および陸軍省をはじめとする諸省の要人や関係者、外国教師らの招待客と数千名の見物客が見守る中、築地の海軍省川向練兵場にて最初の昇騰試験が行われた。飛行は馬場小機関士を一番手として、製作に携わったうちの6名が代わる代わる試乗する形で行われ、最大で120間（約200 m）の高度に達するなど成功を修めた。これが、純国産気球の最初の有人飛行となった。その後、5月23日には陸軍省会同のもとで再度の試揚が行われた。
第一号球で用いられた石炭ガスは、金杉に所在したガス局との間に敷設されたガス管を介して供給される形が取られていたが、5月23日の試揚を受けた陸軍から戦地での石炭ガス運搬が困難なことが指摘され、新たに水素ガスを用いた第二号球と水素ガス製造機の製作が決定された。水素ガス製造機は6月20日に、第二号球の本体も直後に完成したが、同時期には西郷軍が敗走を始め戦局が官軍有利に傾きつつあったため気球は不要と判断され、戦地に送られる直前で実戦投入は中止された。
その後の11月7日には、海軍兵学校を行幸した明治天皇が天覧する形で、築地海軍操練場にて第一号球・第二号球ともに搭乗者の代わりに砂袋を吊籠に入れた状態での試揚が行われた。この際に、第一号球は製作から6ヶ月を経て劣化によって球質堅硬に陥っていた気嚢の破損を原因として上昇後に破裂・焼失し、第二号球は強風によって繋留索が切断され行方不明となった後、翌11月8日に千葉県葛飾郡の沖合に墜落しているのが発見された。
なお、陸軍は西南戦争に際して陸軍士官学校と工部大学校にも、海軍兵学校と同様に気球製作を命令・依頼しており、陸軍士官学校で製作された球状気球は1877年9月下旬に有人飛行に成功、工部大学校では1877年5月3日に模型気球3個の飛揚試験に成功している。また、これらとは別に、1877年12月6日には京都府の依頼を受けて島津製作所が製作した軽気球が有人飛行に成功している。

## 諸元
出典：『日本の軍用気球』 39 - 41頁、『日本陸軍試作機大鑑』 133頁。
第一号球
- 気嚢直径：9.09 m[2]（3丈[6]）
- 全高：13.64 m
- 気嚢容積：393.65 m3[2]（14,137立法尺[6]）
- 重量：55.88 kg[2]（22貫60目[13]）
- 最大高度：約200 m[2]（120間[4]）
- 武装：なし
- 乗員：1名

第二号球
- 気嚢直径：8.48 m[2]（2丈8尺[6]）
- 全高：12.73 m
- 気嚢容積：319.74 m3[2]（11,494立法尺[6]）
- 重量：60.0 kg[2]（31貫600目[13]）
- 最大高度：約152 m[2]（80間[6]）
- 武装：なし
- 乗員：1名